# Déterminant de Gram
En géométrie euclidienne ou hilbertienne, le déterminant de Gram permet de calculer des volumes et de tester l'indépendance linéaire d'une famille de vecteurs. Il associe des calculs de produits scalaires et d'un déterminant. Son nom est un hommage au mathématicien danois Jørgen Pedersen Gram (1850-1916).
L'article déterminant montre comment définir le volume orienté d'un parallélotope formé par n vecteurs dans un espace de dimension n, sans nécessité de munir cet espace d'un produit scalaire. Les déterminants de Gram demandent de définir un tel produit scalaire, permettent le calcul des volumes des parallélotopes de toutes dimensions, mais sans notion d'orientation.
Plus généralement, il est possible de calculer des déterminants de Gram sur un espace quadratique. En dimension finie, le discriminant d'une forme bilinéaire symétrique est un cas particulier de déterminant de Gram.

## Définition
Soit E, un espace préhilbertien réel. Si x1, ..., xn sont n vecteurs de E, la matrice de Gram associée est la matrice symétrique de terme général (xi|xj) (le produit scalaire des vecteurs xi et xj). Le déterminant de Gram est le déterminant de cette matrice, soit
{\displaystyle G(x_{1},\dots ,x_{n})={\begin{vmatrix}(x_{1}|x_{1})&(x_{1}|x_{2})&\dots &(x_{1}|x_{n})\\(x_{2}|x_{1})&(x_{2}|x_{2})&\dots &(x_{2}|x_{n})\\\vdots &\vdots &&\vdots \\(x_{n}|x_{1})&(x_{n}|x_{2})&\dots &(x_{n}|x_{n})\end{vmatrix}}.}

## Matrice de Gram
Les vecteurs colonnes de la matrice de Gram admettent les mêmes relations de dépendance linéaire (dans l'espace {\displaystyle \mathbb {R} ^{n}} des n-uplets de réels) que les vecteurs xi dans E : si on note (C1, ..., Cn) la famille des vecteurs colonnes de la matrice de Gram, on a pour toute famille de réels (a1, ..., an)
{\displaystyle \sum _{i=1}^{n}a_{i}x_{i}=0_{E}} si et seulement si {\displaystyle \sum _{i=1}^{n}a_{i}C_{i}=0_{\mathbb {R^{n}} }}.
Il s'ensuit que la famille de vecteurs (x1, ..., xn) et sa matrice de Gram ont le même rang.
Une matrice de Gram peut être vue comme la représentation du tenseur métrique dans une base choisie. Le tenseur métrique est usuellement noté avec la lettre g minuscule, cet usage trouve son origine dans le nom de la matrice de Gram notée G.

## Déterminant de Gram

### Propriétés
Écriture à l'aide d'une matrice représentative
Soit {\displaystyle {\mathcal {B}}}, une base orthonormale de l'espace engendré par la famille (xi), et X, la matrice représentative de (xi) dans {\displaystyle {\mathcal {B}}}. Autrement dit, X est la matrice de taille d × n dont la i-ème colonne contient les coordonnées du vecteur xi dans {\displaystyle {\mathcal {B}}}, d = rg (x1,…,xn) ≤ n étant la dimension de {\displaystyle {\mathcal {B}}}.
La matrice de Gram de (xi) est alors tXX. Elle est donc positive. Vu son rang (voir supra), elle est donc définie positive (c'est-à-dire positive et de déterminant non nul) si et seulement si les xi sont linéairement indépendants.
Effet d'opérations élémentaires
- la multiplication d'un des vecteurs par le réel a provoque une multiplication du déterminant de Gram par a2
- le déterminant de Gram est invariant par permutation des xi
- l'ajout à un vecteur d'une combinaison linéaire des autres vecteurs laisse invariant le déterminant de Gram

Propriétés
- Si x1 ⊥ xi pour tout i ∈ {2, ... , n} , alors {\displaystyle G(x_{1},\dotsc ,x_{n})=||x_{1}||^{2}\;G(x_{2},\dotsc ,x_{n})}.
- Un déterminant de Gram est toujours positif ou nul (puisque c'est le déterminant d'une matrice positive).
- Le déterminant de Gram d'une famille de vecteurs est nul si et seulement si cette famille est liée (comme cela a été déjà dit plus haut).

### Application à la distance d'un vecteur à un sous-espace vectoriel
Soit F, un sous-espace vectoriel de dimension finie n de E muni d'une base (x1, ..., xn), et x ∈ E. Soit p(x) le projeté orthogonal de x sur F. Alors,
{\displaystyle G(x,x_{1},\dotsc ,x_{n})=\|x-p(x)\|^{2}G(x_{1},\dotsc ,x_{n})=d(x,F)^{2}G(x_{1},\dotsc ,x_{n})}.

### Application au calcul des composantes d'un vecteur dans une base quelconque
Soit F, un sous-espace vectoriel de dimension finie n de E muni d'une base (x1, ..., xn), et x ∈ F. 
On pose {\displaystyle x=\sum _{i=1}^{n}p_{i}x_{i}} . Alors pour tout j ∈ {1, ... , n}  on a la relation
{\displaystyle p_{j}^{2}\,{G(x_{1},\dotsc ,x_{n})}=G(x_{1},\dotsc ,x_{j-1},x,x_{j+1},\dotsc ,x_{n})}
Il ne reste plus qu'à trouver le signe de chaque pj pour déterminer les coordonnées de x dans (x1, ..., xn).

## Interprétation géométrique

### Calcul des volumes de parallélotopes
Le calcul de la distance à un sous-espace permet de montrer par récurrence que le déterminant de Gram d'une famille de n vecteurs est égal au carré du volume euclidien du parallélotope correspondant. 
Pour n = 1, c'est bien le cas, car G(x) = ||x||2.
En supposant la propriété vraie pour toute famille de n vecteurs, on l'établit pour n + 1 : la distance au carré de xn+1 à F, l'espace engendré par les n premiers vecteurs, est le carré de la hauteur du parallélotope, et G(x1, ..., xn) est le carré du volume de la base par hypothèse de récurrence.
Le volume s'obtient donc en prenant la racine carrée du déterminant de Gram, sans qu'il soit possible de lui donner un signe (pour plus de détails sur cette dernière question, consulter l'article orientation).